# Tribunal metróállomás
Tribunal metróállomás Spanyolország fővárosában, Madridban a madridi metró 1-es és 10-es vonalán.

## Metróvonalak
Az állomást az alábbi metróvonalak érintik:
- 1-es metróvonal
- 10-es metróvonal

## Kapcsolódó állomások
A metróállomáshoz az alábbi állomások vannak a legközelebb:
- Bilbao (Pinar de Chamartín, 1-es metróvonal)
- Plaza de España (Puerta del Sur, 10-es metróvonal)
- Alonso Martínez (Hospital Infanta Sofía, 10-es metróvonal)
- Gran Vía (Valdecarros, 1-es metróvonal)